# Fondo de Solidaridad e Inversión Social
El Fondo de Solidaridad e Inversión Social (FOSIS) es un servicio público chileno, creado el 26 de octubre de 1990, durante la presidencia de Patricio Aylwin. Cuenta con 16 direcciones regionales y 20 oficinas provinciales; y se relaciona con el presidente de la República a través del Ministerio de Desarrollo Social y Familia (MDSF). Anualmente, el FOSIS trabaja con cerca de 120 mil usuarios. Para ello, cuenta con un presupuesto de más de 80 mil millones de pesos. Desde el 2 de mayo de 2022, la titularidad del organismo está a cargo del ingeniero civil industrial Nicolás Navarrete Hernández, actuando bajo el gobierno de Gabriel Boric.

## Creación
"Ayúdate que yo te ayudaré es la consigna que me inspira al orientar la política del Gobierno. Queremos ayudar a todos los que están dispuestos a ponerle el hombro".
Extracto del discurso del presidente Patricio Aylwin en acto de creación del FOSIS.

A comienzos de abril de 1990 —a menos de cinco semanas de asumir la presidencia—, Patricio Aylwin envió al Congreso Nacional el proyecto de ley que creaba el Ministerio de Planificación (Mideplan), la Agencia de Cooperación Internacional (AGCI) y el Fondo de Solidaridad e Inversión Social (FOSIS).
Luego de su tramitación parlamentaria, en julio de 1990 se promulgó la ley 18.989, que sancionaba la existencia legal de las citadas entidades.
El 26 octubre de ese año se realizaron dos actos que fueron los hitos fundacionales del FOSIS. El primero tuvo lugar en el Palacio de La Moneda en Santiago, y fue presidido por Aylwin. En él participaron cerca de 700 representantes de organizaciones de la comunidad, fundamentalmente pobladores. El segundo acto fue en Valparaíso, organizado por y para las mujeres, con la participación de la primera dama Leonor Oyarzún. Comenzó a operar oficialmente como servicio público en enero de 1991.

## Misión
De acuerdo al sitio web del servicio, su misión es «contribuir a la superación de la pobreza y la vulnerabilidad social de personas, familias y comunidades».

## Directores nacionales
Según lo dispuesto en la Ley Orgánica del FOSIS, la dirección de la institución corresponde a un Consejo que ejerce la autoridad superior del servicio. Este Consejo delega sus funciones y atribuciones en el director ejecutivo del organismo.
| Titular                         | Partido | Inicio                   | Final               | Presidente                 |
| ------------------------------- | ------- | ------------------------ | ------------------- | -------------------------- |
| Nicolás Flaño Calderón          | PDC     | 26 de octubre de 1990    | 1 de enero de 1991  | Patricio Aylwin Azócar     |
| Patricio Fernández Seyler       | PDC     | 1 de enero de 1991       | 1994                | Patricio Aylwin Azócar     |
| Ricardo Halabi Caffena          | PDC     | 1994                     | 11 de marzo de 2000 | Eduardo Frei Ruiz-Tagle    |
| Mario Ossandón Cañas            | PPD     | 11 de marzo de 2000      | 14 de marzo de 2006 | Ricardo Lagos Escobar      |
| Cecilia Pérez Díaz              | Ind.    | 14 de marzo de 2006      | 2007                | Michelle Bachelet Jeria    |
| Pablo Coloma Correa             | Ind.    | 5 de noviembre de 2007   | 27 de abril de 2010 | Michelle Bachelet Jeria    |
| Claudio Storm Quinteros         | Ind.    | 16 de septiembre de 2010 | 11 de marzo de 2014 | Sebastián Piñera Echenique |
| Andrés Santander Ortega         | PS      | 29 de marzo de 2014      | 2018                | Michelle Bachelet Jeria    |
| Felipe Bettancourt Guglielmetti | Ind.    | 29 de junio de 2018      | 21 de marzo de 2022 | Sebastián Piñera Echenique |
| Patricia Díaz Domínguez (s)     | Ind.    | 21 de marzo de 2022      | 2 de mayo de 2022   | Gabriel Boric Font         |
| Nicolás Navarrete Hernández     | Ind.    | 2 de mayo de 2022        | En el cargo         | Gabriel Boric Font         |